# Prinsessan Sophia Albertina
Die Prinsessan Sophia Albertina war ein schwedisches Linienschiff, das in der Nacht vom 20. zum 21. August 1781 vor der niederländischen Insel Texel verunglückte und sank. Bei archäologischen Untersuchungen 2004 konnte die Identität des Schiffes rekonstruiert werden.

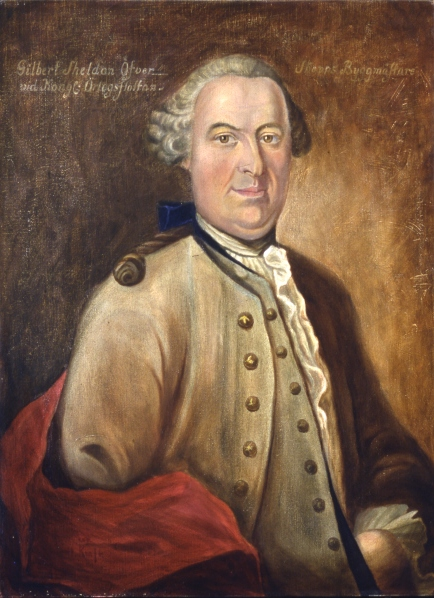
Porträt des schwedischen Schiffbaumeisters Gilbert Sheldon (1710–1794)

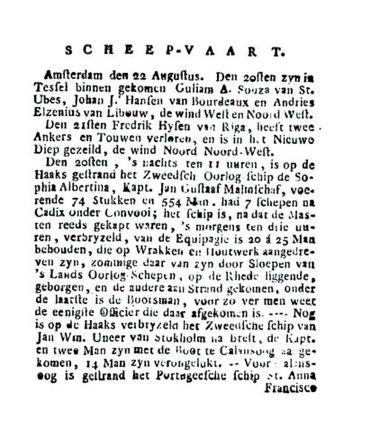
Meldung im Leeuwarder Courant vom 29. August 1781 vom Untergang des schwedischen Kriegsschiffes

## Das Schiff
In Karlskrona, auf der Insel Lindholmen, lief das Schiff am 28. September 1764 vom Stapel. Der Rumpf wurde aber schon unter dem Schiffbaumeister Gilbert Sheldon am 12. März 1760 mit der Kiellegung begonnen. Das ursprünglich auf 62 Kanonen konzipierte Linienschiff hatte eine Länge zwischen den Loten von 160 schwedische Fuß, eine Breite von 42 Fuß und eine Tiefe im Raum von 21,5 Fuß. Auf den beiden Batteriedecks stehen jeweils 24 Stück 24-Pfünder beziehungsweise 12-Pfünder und auf Back und Halbdeck nochmal 12 Stück 6-Pfünder.
Das Schiff wurde nach dem vierten Kind und einzigen Tochter Sophie Albertine des schwedischen Königspaares benannt.

## Der Untergang
Während des so genannten vierten Seekrieges gegen England 1780 bis 1784 kaperten britische Schiffe auch neutrale Schiffe. Deshalb gab es die Erklärung zur bewaffneten Neutralität, der sich auch Schweden anschloss. Zur Umsetzung des Vorhabens wurde 1781 ein Geschwader aus zehn Linienschiffen und zwei Fregatten in Karlskrona zusammengestellt. Zur Verabschiedung des Geschwaders hatte sich der König Gustav III. am 4. Juni eingefunden und es wurde entsprechend gebührend Salut gegeben. Allerdings entstand dabei ein Brand an Bord, der das ganze Batteriedeck erfasste. Die bei den Geschützen bereit gestellten Pulvervorräte drohten dabei zu explodieren. Nur dank beherztem Überbordwerfen der Fässer entkam das Schiff einer Katastrophe. Elf Seeleute ertranken und ein Offizier und ein Unteroffizier verbrannten. Trotzdem konnte das Schiff nach fünf Tagen Reparatur die Fahrt antreten. Dabei sollte es sich dem Geschwader auf dem Weg zum Kap Finisterre anschließen. Es war vorgesehen, Geleit zwischen dem Öresund und Mittelmeer zu geben.
Auf der Rückfahrt zeigte sich das Wetter von der schlechteren Seite. Erst versprengte ein Sturm das Schiff vom Konvoi und anschließend verhinderte ein dichter Nebel eine Klärung der Situation. Schließlich geriet sie am 20. August auf Grund. Die ganze Steuerbordseite wurde aufgerissen und selbst die Backbordseite brach einige Stunden später in Stücke. Trotz Kappen aller Masten, in der Hoffnung so das Schiff zu leichtern und vom Grund weg zu kommen, war das Schiff nicht mehr zu retten. Nachdem die erste Grundberührung etwa 21 Uhr geschehen sein soll, ging das Schiff nachts irgendwann bei 2 oder 3 Uhr unter. Am nächsten Tag wurden Überlebende, sich auf Treibgut über Wasser haltend, von Beibooten eines niederländischen Kriegsschiffes gerettet, einige konnten auch schwimmend das Ufer erreichen. Insgesamt überlebten 31 von 450 Menschen: ein Steuermann, ein Bootsmann, zwei Korporale, fünf Freiwillige, drei Soldaten und 19 einfache Besatzungsmitglieder. Weder Kapitän Ziervogel noch Kapitän Wetzell oder ein anderer Offizier überlebten. Die anderen Schiffe des Konvois unter Johan Gustaf Malmskiöld waren in der Zwischenzeit schon in der Höhe des heutigen Schleswig-Holsteins. Der Leeuwarder Courant erwähnt als Untergangsort das Haaks bei Texel, gemeint ist aber das Noorderhaaks.
Der Untergang traf die Bevölkerung in und um Karlskrona sehr, da viele Seeleute aus dieser Region kamen. Eine Untersuchung zu den Ursachen des Untergangs wurde eingeleitet. Allerdings sind die Akten dazu bei einem großen Stadtbrand 1790 verloren gegangen.

## Archäologische Untersuchungen
Die erste Meldung vom Fund eines Wrackes an dieser Stelle (53° 1′ 13,6″ N, 4° 36′ 3,4″ O) stammt von 1989. Ein Fischernetz hakte sich dort fest und ein Taucher sollte diese Stelle untersuchen. Er meldete seinen Fund den zuständigen Behörden, die es erst als Noorderhaaks 18 und später korrigiert als Noorderhaaks 10 in die Akten nahmen. Unabhängig davon wurde das damals unbekannte Wrack 1996 für Videoaufnahmen, 1997 von Sporttauchern und 2002 nochmal betaucht. Bei verschiedenen Besuchen wurden auch mindestens 7 Geschütze geborgen. Aber bei dem Besuch 2002 meldeten die Taucher den Fund einer Schiffsglocke mit der Aufschrift G:MEIJER FEC:IHOLM:1738. Als Antwort auf die Nachfrage der Taucher erhielten sie aus Stockholm die Vermutung, dass es sich um die PRINSESSAN SOPHIA ALBERTINA handeln könnte, die am 20. August 1781 dort unterging. Nach dieser nun schon dritten Meldung über ein Wrack an dieser Stelle wurde von der niederländischen Behörde Rijksdienst voor het Cultureel Erfgoed das Wrack in ihren zu untersuchenden Objekten aufgenommen, da es sich innerhalb der Hoheitsgewässer befand.
2004 wurde das in 17 bis 20 m Tiefe liegende Wrack an 17 Tagen mit 8 Tauchern und insgesamt fast 160 Stunden untersucht. Der Zustand des Wracks wird als mangelhaft bis schlecht beschrieben. Nur die Bodenschale hat sich erhalten und die Einzelteile lagen verstreut auf Grund. Der Grund dafür wird als natürliche Ursache beschrieben, da einmal diese Region Tiden hat und zum zweiten die Untiefe im Laufe der Jahrhunderte gewandert ist.
Im 2012 erschienen Rapport über die Untersuchungen am Wrack sind alle geborgenen Funde dokumentiert und weitere Einzelheiten publiziert. Zeichnungen wurden angefertigt, Fotos und Filme erstellt, alle Objekte vermessen und dokumentiert. Die zu bergenden Funde wurden ausschließlich nach dem Kriterium Datierung und Identifizierung des Wracks geborgen. Diese sind im Maritiem Depot in Lelystad aufbewahrt und recherchierbar.

## Resultate
Das Wrack bleibt auf Grund und wird auch nicht vor weiterer Zerstörung durch Mensch und Natur geschützt. Insgesamt wurden 68 Gegenstände geborgen, davon 35 aus Metall. Ein Paket von dünnen Kupferplatten lässt die Vermutung zu, dass dieses Schiff vielleicht schon gekupfert worden sein könnte. Am Wrack selber ist davon nichts zu finden, da die Außenplanken besonders schlecht erhalten waren. Von den 16 dokumentierten Kanonen trugen einige ein F auf den Schildzapfen, als Kennzeichen der Giesserei Finspång und als Finbanker bekannt. Zwei früher geborgene Geschütze sind als hulbunder und aus Schweden stammend identifiziert worden. Einige Stücke zeigten eine besondere Form, die erst nach 1725 Verwendung fand. Überraschenderweise sind die meisten Keramikfunde aus dem 19. und 20. Jahrhundert. Die Datierung von Holzproben mit Hilfe der Dendrochronologie brachte Fälldaten von 1760 ±6 Jahre. Der gefundene Ballast war aus Gusseisen und wurde in Schweden ab 1748 verwendet.